# .mv
A .mv a Maldív-szigetek internetes legfelső szintű tartomány kódja, melyet 1996-ban hoztak létre. A Dhiraagu Pvt, egy telekommunikációs cég tartja karban.

## Második szintű tartománykódok
- aero.mv – repüléssel kapcsolatos oldalaknak.
- biz.mv – kereskedelmi szervezeteknek.
- com.mv – reklámoldalaknak.
- coop.mv – szövetkezeteknek.
- edu.mv – oktatási intézményeknek.
- gov.mv – kormányzati szervezeteknek.
- info.mv – információs oldalaknak.
- int.mv – nemzetközi szervezeteknek.
- mil.mv – katonaságnak.
- museum.mv – múzeumoknak.
- name.mv – személyeknek.
- net.mv – internet fenntartóknak.
- org.mv – nonprofit szervezeteknek.
- pro.mv – szakértőknek.